# USS McCormick (DD-223)
USS McCormick (DD-223/AG-118) là một tàu khu trục lớp Clemson được Hải quân Hoa Kỳ chế tạo vào cuối Chiến tranh Thế giới thứ nhất, và đã tiếp tục phục vụ trong Chiến tranh Thế giới thứ Hai cho đến khi xung đột kết thúc. Nó là chiếc tàu chiến duy nhất của Hải quân Hoa Kỳ được đặt tên theo Trung úy Hải quân Alexander Agnew McCormick (1897-1918), một phi công Hải quân tử thương trong Thế Chiến I.

## Thiết kế và chế tạo
McCormick được đặt lườn vào ngày 11 tháng 8 năm 1919 tại xưởng tàu của hãng William Cramp & Sons ở Philadelphia. Nó được hạ thủy vào ngày 14 tháng 2 năm 1920, được đỡ đầu bởi cô Katherine McCormick, em gái Trung úy McCormick; và được đưa ra hoạt động vào ngày 30 tháng 8 năm 1920 dưới quyền chỉ huy của Hạm trưởng, Thiếu tá Hải quân L. C. Scheibla.

## Lịch sử hoạt động

### Giữa hai cuộc thế chiến
Sau khi hoàn tất chạy thử máy, McCormick đã phục vụ một năm cùng Hải đội Khu trục 5 trực thuộc Hạm đội Thái Bình Dương. Nó quay trở lại vùng bờ Đông Hoa Kỳ để được điều động sang Lực lượng Hải quân Hoa Kỳ tại vùng biển châu Âu, và hoạt động hầu như trong vai trò ngoại giao tại khu vực Đông Địa Trung Hải cho đến mùa Xuân năm 1924, sau khi các cuộc thương lượng thành công cho một hiệp ước hòa bình giữa các nước Đồng Minh và Thổ Nhĩ Kỳ. Trong năm tiếp theo, nó được phân về Hạm đội Á Châu, và hoạt động từ căn cứ tại Cavite, Philippines. Nó phục vụ như là soái hạm của Đội khu trục 39 và sau đó là Đội khu trục 14 để hỗ trợ cho việc Tuần tra sông Dương Tử và Tuần tra Nam Trung Quốc cho đến năm 1932. Vào ngày 15 tháng 3, nó được lệnh quay trở về Hoa Kỳ, đặt cảng nhà tại San Diego, nơi nó được cho xuất biên chế vào ngày 14 tháng 10 năm 1938.

### Thế Chiến II
Trong năm tiếp theo, khi xung đột tại châu Âu bùng nổ, McCormick được đưa ra khỏi thành phần dự bị. Nó nhập biên chế trở lại vào ngày 26 tháng 9 năm 1939, và được phân nhiệm vụ Tuần tra Trung lập tại Đại Tây Dương. Việc Hoa Kỳ chính thức tham chiến đưa đến việc gia tăng hoạt động tuần tra chống tàu ngầm khi nó tiếp tục các chuyến đi vượt Đại Tây Dương đến Iceland. Cho đến cuối năm 1942, nó hộ tống các đoàn tàu vận tải đi Halifax, Nova Scotia, Argentia và Londonderry Port. Dịch chuyển xuống phía Nam vào ngày 7 tháng 2 năm 1943, nó hộ tống các đoàn tàu vận tải đi Casablanca.
Vào ngày 12 tháng 7, trong một chuyến đi quay trở về, tàu sân bay hộ tống Santee, vốn cung cấp sự hỗ trợ trên không cho đoàn tàu vận tải, được thay phiên bởi chiếc Core. Nhưng trước khi Santee có thể rời khi vực, bốn tàu ngầm U-boat Đức được phát hiện ở khu vực lân cận. Trong bốn ngày tiếp theo, với sự giúp đỡ của các tàu khu trục McCormick và Hovey, máy bay xuất phát từ các tàu sân bay hộ tống Santee và Core đã truy tìm và tiêu diệt được cả bốn chiếc tàu ngầm: U-487 vào ngày 13 tháng 7, U-160 vào ngày 14 tháng 7, U-509 vào ngày 15 tháng 7, và U-67 vào ngày 16 tháng 7. Vào ngày cuối cùng, McCormick đã vớt được ba người sống sót từ chiếc U-67.
McCormick quay trở về New York vào ngày 24 tháng 7, và tiếp tục nhiệm vụ hộ tống vận tải cho đến ngày 5 tháng 12. Sau đó nó gia nhập Đội đặc nhiệm 27.4 hình thành chung quanh tàu sân bay hộ tống Croatan, cho một chuyến đi nhanh đến Casablanca và quay trở về, trước khi được đại tu tại New York. Nhiệm vụ tiếp theo của chiếc tàu khu trục đưa nó đến Natal, Brazil, rồi đi đến Casablanca hộ tống cho chiếc Albemarle. Vào ngày 1 tháng 4 năm 1944, nó được lệnh đi đến Boston, Massachusetts tiếp tục nhiệm vụ hộ tống vận tải và tuần tra chống tàu ngầm. Sang tháng 5, nó quay lại nhiệm vụ hộ tống vượt đại dương với một chuyến đi đến Bắc Phi. Trong bốn tháng tiếp theo, nó ghé qua nhiều cảng bao gồm Bizerte, Oran, Cherbourg, Falmouth, Belfast và Milford Haven. Sau khi quay về Boston vào ngày 1 tháng 10, nó trải qua ba tháng tiếp theo làm nhiệm vụ tuần tra và hộ tống dọc theo bờ Đông Hoa Kỳ và vùng biển Caribe trước khi thực hiện một chuyến đi khác đến Casablanca vào tháng 1 năm 1945.
Vào ngày 31 tháng 3, McCormick rời Norfolk để làm nhiệm vụ tạm thời cùng Hải đội Tàu ngầm 3 tại Balboa, Panama. Đến ngày 30 tháng 6 năm 1945, nó được xếp lại ớp như một tàu phục trợ với ký hiệu lườn AG-118. Hai tuần sau, nó lên đường quay trở về Boston để đại tu, đến nơi vào ngày 21 tháng 7. Chiến tranh kết thúc vào lúc còn đang được sửa chữa, McCormick được cho ngừng hoạt động vào ngày 4 tháng 10 năm 1945. Tên nó được cho rút khỏi danh sách Đăng bạ Hải quân vào ngày 24 tháng 10 năm 1945, và lườn tàu được bán cho hãng Boston Metals Company ở Baltimore, Maryland vào ngày 15 tháng 12 năm 1946 để tháo dỡ.